# 三波石

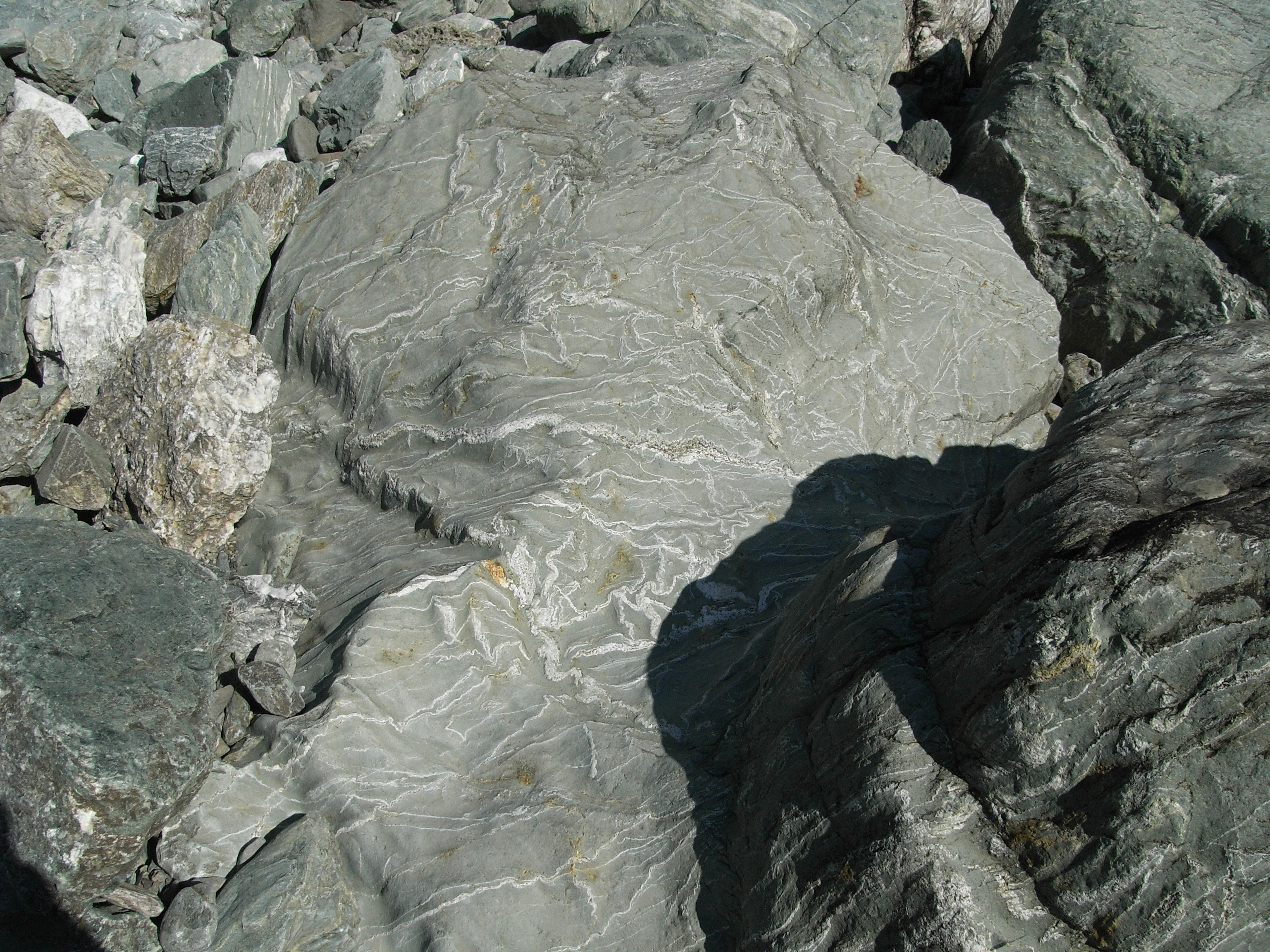
三波石

三波石（さんばせき）は、群馬県藤岡市などで産出される岩石。庭石などに利用されている。名称について、三波石峡にある三つの波型の石に由来すると言われるが、産出する三波川から命名されたとの説もある。
上毛かるた「さ」の札として冬桜と共に読まれている（三波石と共に名高い冬桜）。

## 性質
ジュラ紀末期から白亜紀初期にかけ、高圧低温（200-300度、600-700気圧）で変成した結晶片岩で、片理が発達している。変成鉱物によって色調が異なり、青緑・黄緑・白・赤などの色が付いている。